# Экзобазидиальные (порядок)
Экзобазидиальные грибы (лат. Exobasidiales) — порядок грибов класса Экзобазидиомицеты (Exobasidiomycetes). Не образуют плодовых тел, их споры созревают прямо на листьях растений-хозяев.

## Таксономия

### Синонимы
- Brachybasidiales Donk, 1964
- Cryptobasidiales Jülich, 1981

### Семейства
В порядок Exobasidiales включены следующие семейства:
- Brachybasidiaceae Gäum., 1926
- Cryptobasidiaceae Malençon ex Donk, 1956
- Exobasidiaceae J. Schröt., 1888
- Graphiolaceae Clem. & Shear, 1931

## Описание
Экзобазидиевые паразитируют как на однодольных, так и на двудольных цветковых растениях. Большая часть европейских представителей порядка произрастает на вересковых.